# Libero Cecchini

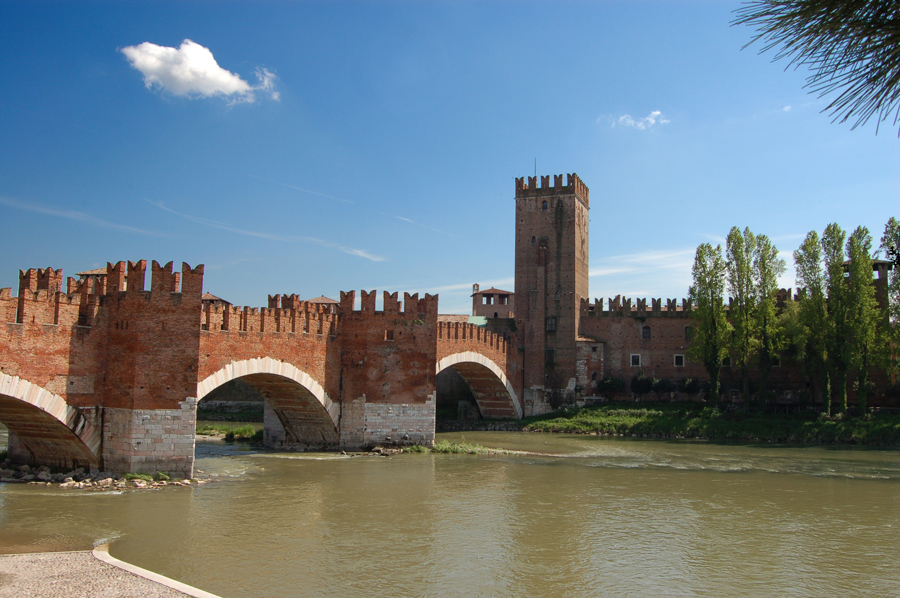
Ponte di Castelvecchio, ricostruito da Piero Gazzola con la collaborazione di Libero Cecchini e altri, nel 1949-51 dopo la distruzione della II guerra mondiale.

Libero Cecchini (Pastrengo, 28 settembre 1919 – Verona, 20 aprile 2020) è stato un architetto italiano distintosi a livello nazionale e internazionale nel restauro dei monumenti, nel recupero del paesaggio e nella progettazione di ville, complessi residenziali e strutture pubbliche.

## Formazione e attività

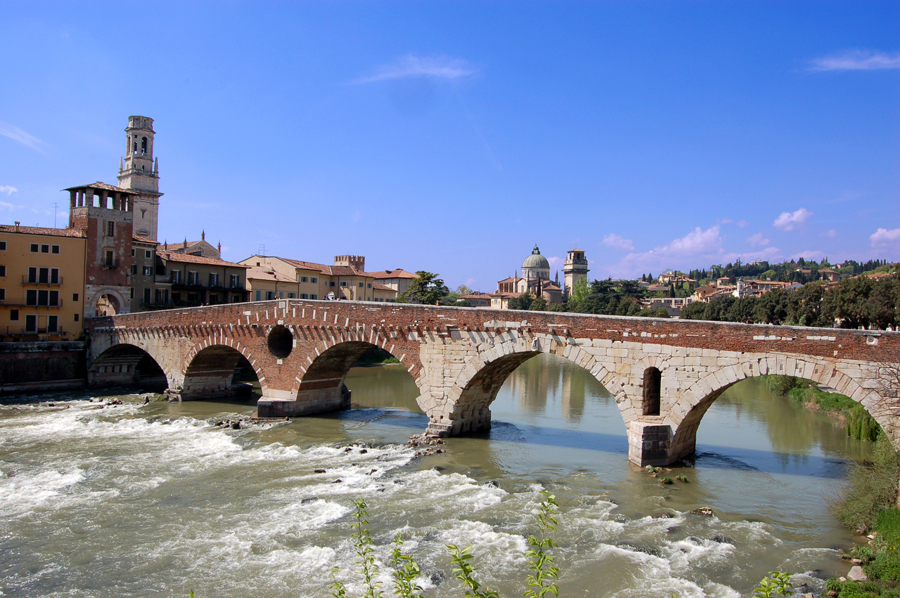
Ponte Pietra a Verona, ricostruito da Piero Gazzola con la collaborazione di Libero Cecchini e altri nel 1957-59.

Discende da una famiglia di marmisti, motivo per cui frequenta a San Giorgio di Valpolicella la scuola d'arte Paolo Brenzoni, partecipando a mostre d'arte con alcune sculture per le quali riceve alcuni premi. A Verona frequenta il liceo artistico con l'obiettivo di diventare scultore, ma l'architetto Ettore Fagioli, suo professore, lo indirizza verso la Facoltà di Architettura del Politecnico di Milano, dove si laurea nel novembre 1944. Si iscrive nell'albo degli architetti di Verona. e lavora alla ricostruzione dei ponti di Verona distrutti durante la ritirata tedesca dal nord Italia. Queste attività furono sviluppate in collaborazione alla Sopraintendenza ai Monumenti di Verona, per la quale lavora fino al 1966.  In questo primo periodo contribuisce anche alla realizzazione di piani urbanistici per la ricostruzione del secondo dopoguerra. Dal 1966 si dedica principalmente all'attività di libero professionista, realizzando anche importanti opere di edilizia pubblica, quali la camera di commercio di Verona e gli uffici finanziari di Verona, la Sala Congressi a Garda, ma anche scuole, case popolari e per anziani, oltre che edilizia privata come il negozio Principe in via Mazzini a Verona. Continua comunque a svolgere l'attività di scultore, realizzando opere il marmo, in bronzo e in legno.
Nel 1996 fonda con il figlio lo Studio Libero e Vittorio Cecchini Architetti Associati, che partecipa a numerose competizioni nazionali e internazionali.
Nelle sue opere si possono distinguere il plasticismo materico di Le Corbusier associato alla spazialità di Ludwig Mies van der Rohe, mentre la sua posizione nei confronti del rapporto natura/storia/architettura che si avvicina all'organicismo di Wright e di Aalto.

## Camera di commercio di Verona
Dal 1965 al 1968 progetta e realizza la sede della Camera di commercio di Verona in corso Porta Nuova, importante edificio pluripiano di stile moderno e razionalista posto vicino alla monumentale Porta Nuova di Michele Sanmicheli, principale porta rinascimentale delle Mura urbane di Verona. La facciata modernissima e razionalista dell'edificio si contrappone al complesso classico della Porta Civica e reinterpretra la forza espressiva delle vestigia monumentali veronesi nel linguaggio architettonico moderno. All'interno di questo edificio pubblico si trovano gli uffici provinciali della Camera di Commercio, una serie di sale per conferenze e un grande salone per Borsa Merci sul quale si affacciano all'interno i diversi piani del complesso edilizio.

## Restauri archeologici e architettonici

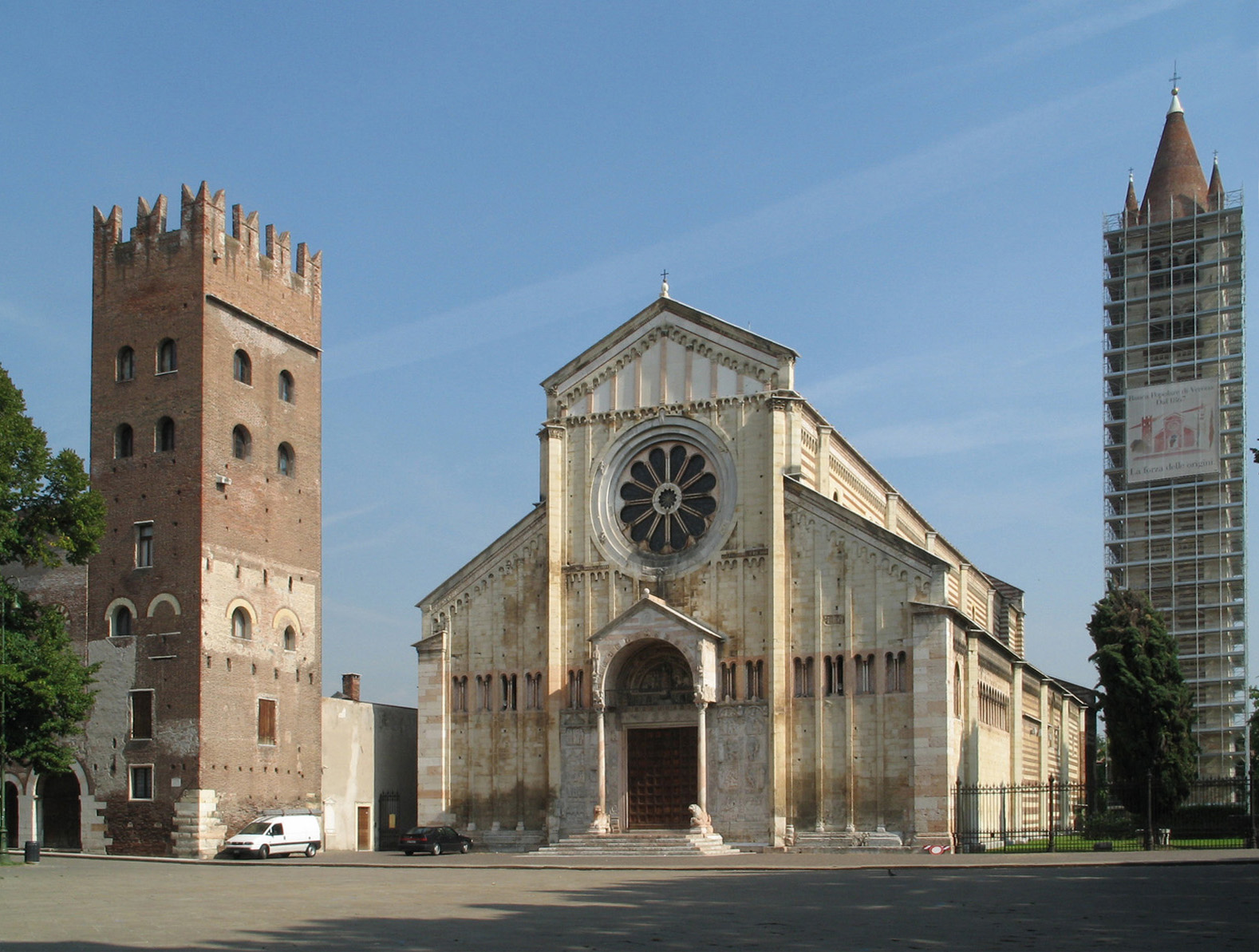
Basilica di San Zeno restaurata da Libero Cecchini nel 1984-2000.

Dagli anni ottanta realizza importanti progetti di restauro monumentale e archeologico, da menzionare in particolare quelli relativi ai lavori della Basilica di San Zeno, di Porta Leoni, di Palazzo Forti e degli Scavi Scaligeri con criteri di recupero edilizio avanzati basati sulla carta di Venezia (carta internazionale del restauro) elaborata nel 1964 dal Soprintendente di Verona Piero Gazzola e da una équipe di esperti internazionali..
Il recupero degli Scavi Scaligeri alla base del palazzo del Tribunale di piazza Dante fu realizzato da Cecchini verso la fine degli anni settanta per dare un assetto definitivo ai numerosi resti archeologici presenti nelle fondazioni del Palazzo del Tribunale. Questo era infatti un luogo importante nel periodo Romano (a breve distanza dal Foro romano, attuale Piazza delle Erbe), sia in quello medievale. All'inizio degli anni ottanta Cecchini effettuò un sistematico scavo archeologico per recuperare le strutture meglio conservate e più significative (strada romana con fognatura, domus romana con pavimenti a mosaico, abside di chiesa del V secolo). Furono costruiti degli oblò per rendere visibile parte dell'interno, adibito a spazio espositivo interrato.
Nella Abbazia di San Zeno Libero Cecchini restaurò il chiostro e ricostruì zone consistenti comprese fra la Torre merlata e il chiostro, fornendo di ogni lavoro svolto una documentazione storico-critica rigorosa, basata su studi documentali sistematici.
I restauri all'Abbazia di San Zeno seguirono la campagna di scavi condotti dall'archeologo inglese Peter Hudson dal 1983 sotto l'egida della Soprintendenza Archeologica del Veneto. Fra i recuperi del complesso abbaziale progettati e diretti da Libero Cecchini
si ricordano il restauro del chiostro duecentesco (1984), il restauro della Chiesa di San Procolo (1985-88), il restauro della Torre Merlata e Palazzo Abbaziale (1987-1992) e la ricostruzione della Libreria del monastero (1994-2000)..

## Cittadella Museale di Cagliari - Castello e complesso fortificato

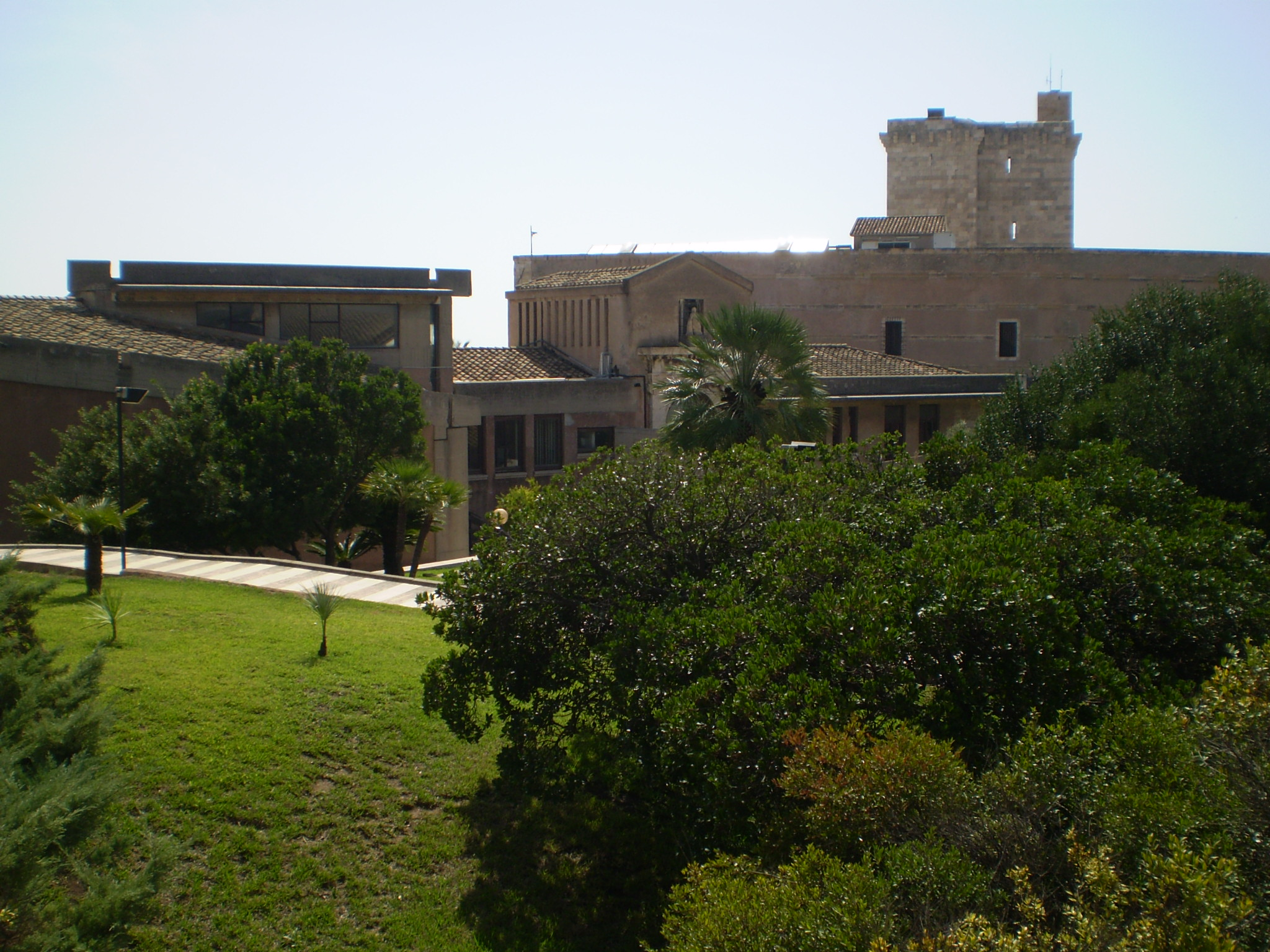
Museo Nazionale di Cagliari, progettato da Libero Cecchini nel 1949-51 all'interno del Castello ed ex Arsenale Militare.

La Cittadella Museale di Cagliari fu realizzata dal 1956-79 all'interno dell'ex Castello del centro storico di Cagliari. Si tratta di un complesso fortificato costruito dalla Repubblica Marinara di Pisa in epoca medioevale, ristrutturato dagli Spagnoli con strutture bastionate nel Rinascimento, usato dai Sabaudi come Arsenale del Regno di Sardegna. A seguito di alcuni bombardamenti avvenuti nella II guerra mondiale, furono nel dopoguerra avviati i lavori di restauro su progetto degli architetti Piero Gazzola e Libero Cecchini che curarono anche la direzione artistica dei lavori. Questo recupero ha permesso di sistemare nel complesso fortificato ampio 15000 m² un gruppo di importanti musei che formano la ‘'Cittadella Museale'’ di Cagliari. Il complesso ospita il "Museo Archeologico Nazionale", il "Museo Etnografico", la "Pinacoteca", "Il Museo d'Arte Siamese (Collezione Cardu)", l' "Istituto di Archeologica Sarda" e altri spazi per "Biblioteca", mostre temporanee e servizi ricettivi.

## Uffici finanziari di Verona
Nella seconda metà degli anni '60 Libero Cecchini progettò e realizzò gli uffici finanziari di Verona lungo il fiume Adige vicino alle mura comunali di Verona e alla tomba di Giulietta. È un grande complesso formato da quattro edifici di cinque piani collegati da una galleria sopraelevata pedonale, con una sequenza di cortili, volumi e spazi aperti. L'idea-base del progetto nacque da uno studio storico dell'area, nella quale in epoca romana c'era un edificio per esercitazioni sportive e militari e un porto fluviale.
Gli edifici pluripiani hanno struttura in cemento armato, con una serie di facciate rivestite in pietra veronese e caratterizzate dalla sequenza delle finestre ritmicamente ripetute in serie continua. Questi elementi architettonici sono un'interpretazione con linguaggio moderno e razionalista, di elementi caratteristici dell'edilizia storica veronese.

## Riconoscimenti
L'architetto veronese ha ricevuto nella sua vita numerosi riconoscimenti e premi:
- 1959, medaglia d'argento per la Cultura e l'Arte del Ministero della Pubblica Istruzione;
- 1962, secondo premio al Concorso Internazionale "Premio Vitruvio" per l'impiego di materiali lapidei in architettura;
- 1964, premio regionale "In-Arch" del Veneto, Trentino-Alto Adige e Friuli Venezia Giulia per il progetto del Villaggio INA-CASA di San Donà di Trento;
- dal 1972, Ispettore Onorario della Sopraintendenza alle Antichità di Verona;
- 1993, premio "Europa Nostra" per la metodologia di ricerca e restauro del Chiostro del Palazzo Abbaziale e della Chiesa di San Zeno Maggiore a Verona;
- 2005, premio Urbanistica e Pianificazione Territoriale "Luigi Piccinato" per il progetto di recupero di Corte Cavalli-Jacur a Gazzo Veronese.